# Forêt tempérée
Une forêt tempérée est une forêt située dans les zones au climat tempéré doux, dans l'hémisphère nord le plus souvent (car il y a plus de surfaces émergées et enforestées dans cette région du monde) (Amérique du Nord, Europe, Chine et Japon) ou dans l'hémisphère sud.

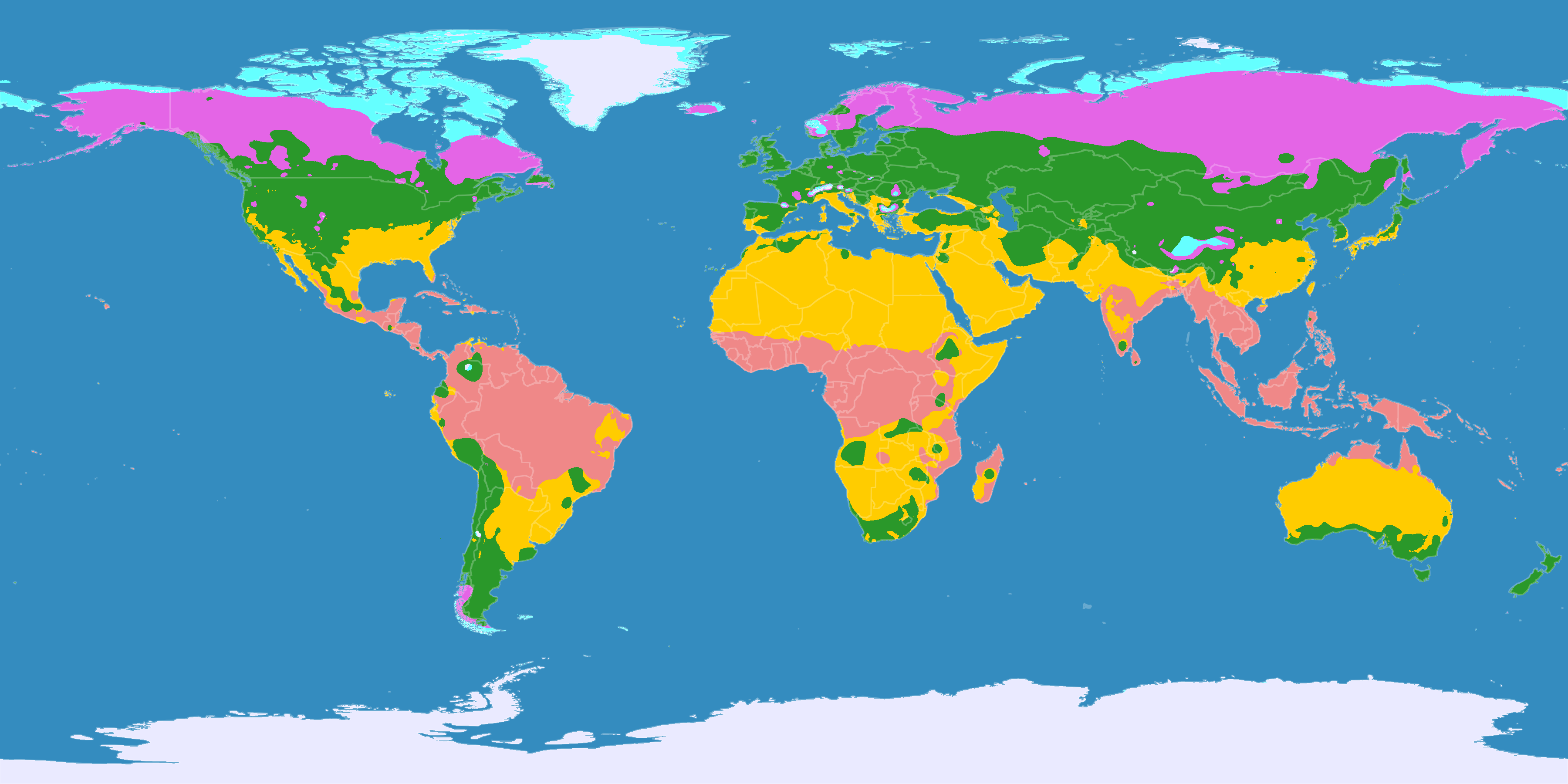
Les véritables forêts tempérées sont situées dans les zones en vert, mais dans les zones plus chaudes, en altitude, des écosystèmes plus frais, de type "tempérés" existent aussi.

Elles contiennent des feuillus et quelques conifères.

Forêts tempérées humides dans le monde (en vert). Rares en zone tempérée, souvent près de la mer ou sur des flancs montagneux recevant de l'air humide, elles sont généralement d'une exceptionnelle biodiversité et productivité.

Les forêts tempérées se désignent principalement en deux biomes distincts, liés au climat, mais aussi aux sols :
- les forêts tempérées sempervirentes, dont forêts de conifères tempérées, dans les zones aux étés chauds et hivers frais ;
- et les forêts tempérées d'arbres à feuilles caduques, dans les zones où les précipitations sont relativement régulières durant l'année.
  - Forêt tempérée décidue

Ces forêts abritent des espèces adaptées aux climats tempérés ; 
Le climat tempéré est encore adouci en bordure de mer, et en forêt par effet-tampon induit par :
- l'inertie qu'apportent les massifs boisés
- l'humidité qu'ils conservent,
- l'évapotranspiration qui est un puissant facteur de rafraichissement de l'air en été.
- le phénomène de rosée (la condensation en soirée d'une partie de la vapeur d'eau contenue dans l'air contribue également à un léger adoucissement de la température au moment où elle se produit, et l'évaporation de la rosée en matinée contribue à rafraichir les basses couches de l'atmosphère).

Les forêts tempérées sont le plus souvent des forêts feuillues et décidues, mais certains buissons (troène), certains arbres (ifs, houx, chêne vert et divers résineux) ou des lianes (telles que les diverses variétés de lierre) conservent leurs feuilles en hiver.
Ces forêts sont secondaires, car elles ont été coupées puis elles ont repoussé ou elles ont été replantée.

## Degré de naturalité
Ces zones ayant été — en raison de la douceur du climat et de la fréquente richesse agronomique des sols — particulièrement habitées par l'Homme depuis la préhistoire, ce sont celles où les forêts primaires ou à haut degré de naturalité ont le plus régressé ou disparu. Elles sont souvent particulièrement fragmentées par les routes, les zones agricoles et diverses infrastructures (ligne haute tension, pipe-lines, autoroutes, canaux, TGV, etc.) Il est fréquent que des forêts cultivées (peupleraies, enrésinements) aient remplacé la forêt naturelle et sa faune. Les grands carnivores (loup, ours, glouton, lynx, cougar) y sont devenus très rares.

Les forêts alluviales humides ou pluvieuses y ont souvent été détruites ou fortement drainées. Les castors (uniquement dans l'hémisphère nord) y entretenaient d'importantes zones humides grâce à leurs barrages) ont également fortement régressé, mais recolonisent lentement certains massifs.

## Besoin en eau
Le besoin en eau des plantes liée à la transpiration végétale représente 50 à 80 % de l'eau issue des précipitations. Pour une forêt tempérée, ce besoin correspond à 30 tonnes d'eau par hectare chaque jour (soit une lame d'eau de 3 mm/ha). Pour un besoin de 200 jours/an avec des feuilles (absence de flux de sève en automne et en hiver), cela correspond à 600 mm de pluie par an. Or, les météorologues relèvent en moyenne une pluviométrie de 500 à 1500 mm/an selon les régions françaises marquées par un excès ou un déficit pluviométrique par rapport aux besoins en eau des forêts. Ce déficit dans le sud méditerranéen est un facteur, avec la température, qui explique le développement de formations xérophytiques (maigre couverture végétale, forêts, terres boisées et broussailles méditerranéennes).